# Paedocypris progenetica
Paedocypris progenetica è un piccolissimo pesce d'acqua dolce appartenente alla famiglia Cyprinidae.

## Distribuzione e habitat
Questa specie è diffusa in Indonesia, nell'isola di Sumatra, dove abita paludi con acque molto acide (pH 3) e scure.

## Descrizione
P. progenetica presenta un corpo snello e allungato, con la particolare conformazione della testa che, protesa in avanti, non protegge il cervello con una scatola cranica completa. Le pinne sono allungate e trasparenti. La livrea presenta un corpo trasparente (con varie sfumature dall'azzurro al rosso sangue) che lascia vedere perfettamente gli organi interni.

Le dimensioni estremamente minute (i maschi raggiungono i 10 mm di lunghezza e le femmine 7,9 mm) permettono a questo pesce di essere considerato il più piccolo pesce osseo e anche tra i vertebrati più piccoli esistenti in natura (primato strappato nel 2008 dalle rane Paedophryne amauensis e Paedophryne swiftorum).

## Riproduzione
La femmina depone da 4 a 20 uova, fecondate esternamente dal maschio che però è dotato di minuscoli ganci controllati da potenti muscoli, atti ad agganciarlo al corpo della femmina e permettere la fecondazione sicura delle uova.

## Scoperta
Questa specie, così come le altre due appartenenti al genere Paedocypris, è stata scoperta e descritta solamente a partire dal 2006 da un'équipe di scienziati di Singapore.